# Bishop Wilton
Bishop Wilton – wieś w Anglii, w hrabstwie East Riding of Yorkshire. Leży 41 km na północny zachód od miasta Hull i 279 km na północ od Londynu. W 2001 miejscowość liczyła 500 mieszkańców.